# 구천면
구천면(龜川面)은 대한민국 경상북도 의성군의 면이다. 넓이는 43.6km2이고, 인구는 2013년 기준으로 1,984명이다.

## 연혁
- 원래 비안군에 속하였으나 1907년 6월 1일 의성군으로 편입.
- 1914년 3월 1일 내서면(구천, 산구, 용점, 용천, 조성, 신촌, 조개, 흥암, 모고, 흥전 등 10개리) 외서면(하리, 팔미, 천동, 가리, 율지, 원산, 내동, 유산, 비산등 9개리) 단동면(상국, 중국, 하국, 장곡, 소리, 청신, 조율, 간제, 하사, 상제, 용신 등 11개리)을 합하여 구천면(위성, 조성, 모흥, 소호, 미천, 유산, 내산, 장국, 용사 등 9개리)으로 개칭.[1]
- 1987년 1월 1일 선산군 도개면 청산리(백운,청운동)가 편입.

## 행정 구역
- 내산리
- 모흥리(모흥1리, 모흥2리, 모흥3리)
- 미천리
- 소호리
- 용사리
- 위성리
- 유산리
- 장국리
- 조성리
- 청산리